# Catégorie des ensembles pré-ordonnés
En mathématiques, la catégorie {\displaystyle \mathbf {Ord} } a les ensembles pré-ordonnés comme objets et les fonctions préservant l'ordre (c'est-à-dire les fonctions croissantes) comme morphismes. Il s'agit d'une catégorie pour la composition usuelle, car la composée de deux fonctions croissantes est elle-même croissante, et l'identité est croissante elle-même.
Les monomorphismes dans {\displaystyle \mathbf {Ord} } sont les fonctions injectives croissantes.
L'ensemble vide (qui est bien un ensemble pré-ordonné) est l'objet initial de {\displaystyle \mathbf {Ord} }, et ses objets finaux sont précisément les singletons pré-ordonnés. Il n'y a donc pas d'objets nuls dans {\displaystyle \mathbf {Ord} }.
Le produit dans {\displaystyle \mathbf {Ord} } est donné par l'ordre produit défini sur le produit cartésien.
Il existe un foncteur d'oubli {\displaystyle \mathbf {Ord} \to \mathbf {Set} } ({\displaystyle \mathbf {Set} } étant la catégorie des ensembles) qui attribue à chaque ensemble pré-ordonné l'ensemble sous-jacent, et à chaque fonction croissante la fonction sous-jacente. Ce foncteur est fidèle, ce qui fait d'{\displaystyle \mathbf {Ord} } une catégorie concrète. Ce foncteur a un adjoint gauche (envoyant chaque ensemble à lui-même muni de la relation d'égalité) et un adjoint droit (envoyant chaque ensemble lui-même équipé de la relation totale).

## Structure de 2-catégorie
L'ensemble des morphismes (fonctions croissantes) entre deux ensembles pré-ordonnés peut en réalité être lui-même muni d'un pré-ordre. Ainsi, si on considère {\displaystyle A,B\in Ob(\mathbf {Ord} )} et {\displaystyle \preccurlyeq } le pré-ordre sur {\displaystyle B}, on définit un pré-ordre sur {\displaystyle Hom(A,B)} (qu'on continuera à noter {\displaystyle \preccurlyeq } du fait de l'absence d'ambigüité) par :
{\displaystyle \forall f,g\in Hom(A,B),(f\preccurlyeq g\Longleftrightarrow (\forall x\in A,f(x)\preccurlyeq g(x)))}
Cet ensemble pré-ordonné peut à son tour être considéré comme une catégorie, ce qui fait d'{\displaystyle \mathbf {Ord} } une 2-catégorie (les axiomes supplémentaires d'une 2-catégorie sont trivialement valables car toute équation de morphismes parallèles est vraie dans une catégorie posetale).
Avec cette structure, un pseudo-foncteur {\displaystyle F} d'une catégorie {\displaystyle C} vers {\displaystyle \mathbf {Ord} } est donné par les mêmes données qu'un 2-foncteur, mais est affaibli dans le sens suivant :
Considérant {\displaystyle A,B\in Ob(\mathbf {Ord} ),f,g\in Hom(A,B)} :
{\displaystyle \forall x\in F(A),F(Id_{A})(x)\approx x}
et
{\displaystyle \forall x\in F(A),F(g\circ f)(x)\approx F(g)(F(f)(x))}
où {\displaystyle x\approx y} signifie {\displaystyle x\preccurlyeq y} et {\displaystyle y\preccurlyeq x}, {\displaystyle \preccurlyeq } étant le pré-ordre de {\displaystyle A} ou de {\displaystyle B} selon le cas.